# 시티오브리즈

시티오브리즈의 위치

시티오브리즈(영어: City of Leeds)는 잉글랜드 웨스트요크셔주에 위치한 도시 자치구로 중심 도시는 리즈이며 면적은 551.72km2, 높이는 340m, 인구는 766,399명(2014년 기준), 인구 밀도는 1,380명/km2이다.